# Апенніни (Місяць)

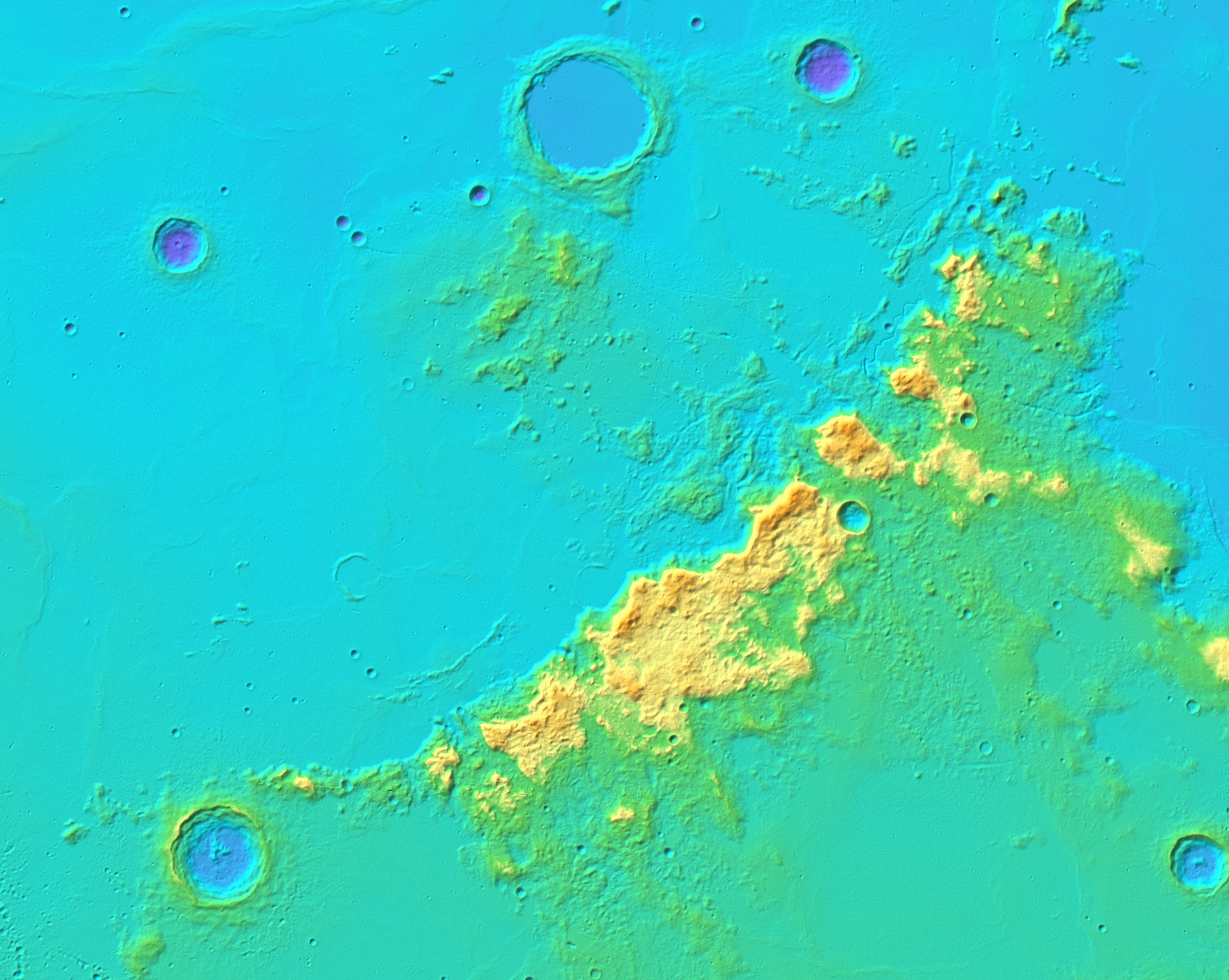
Карта висот (жовте — височини, синє — низовини)

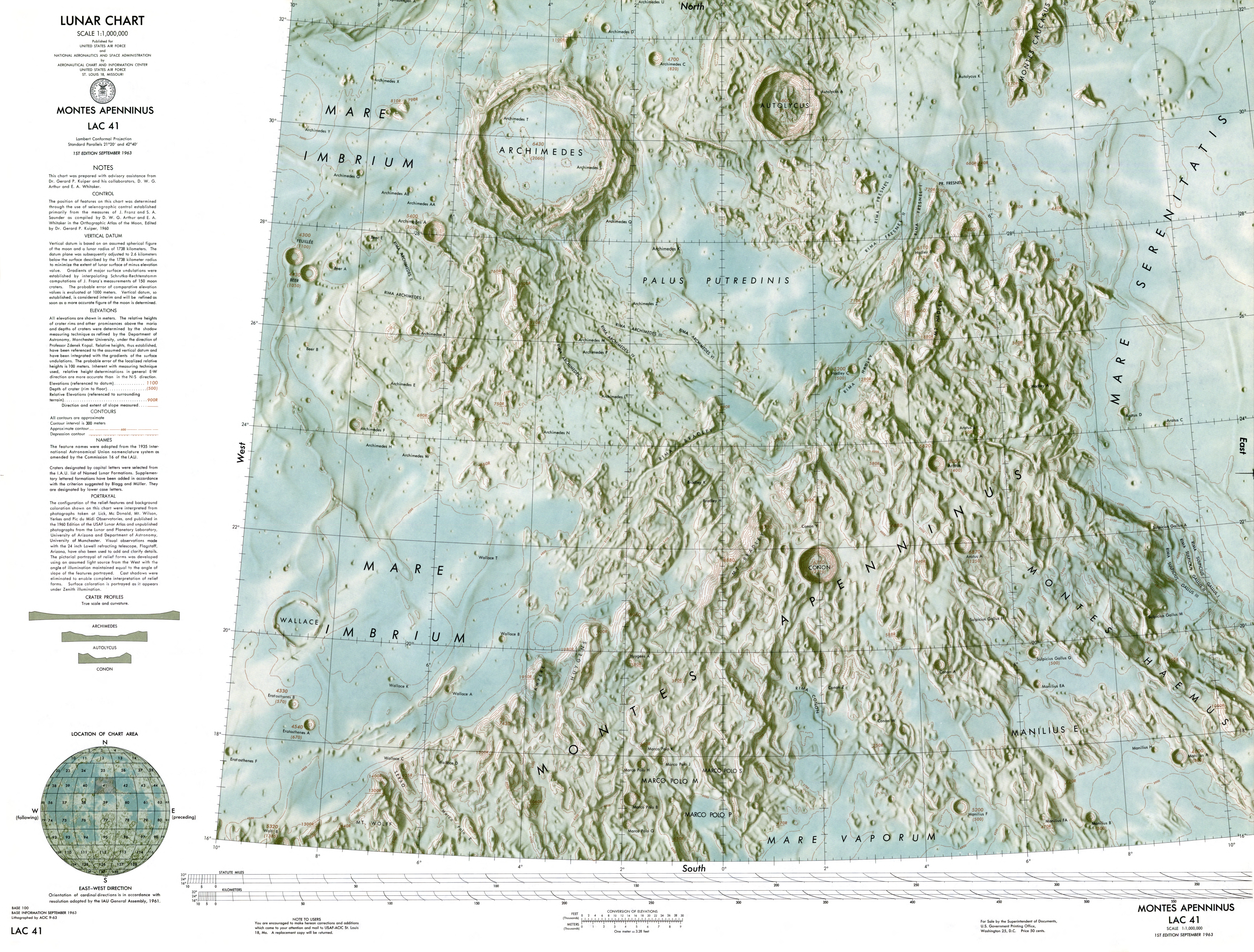
Карта регіону

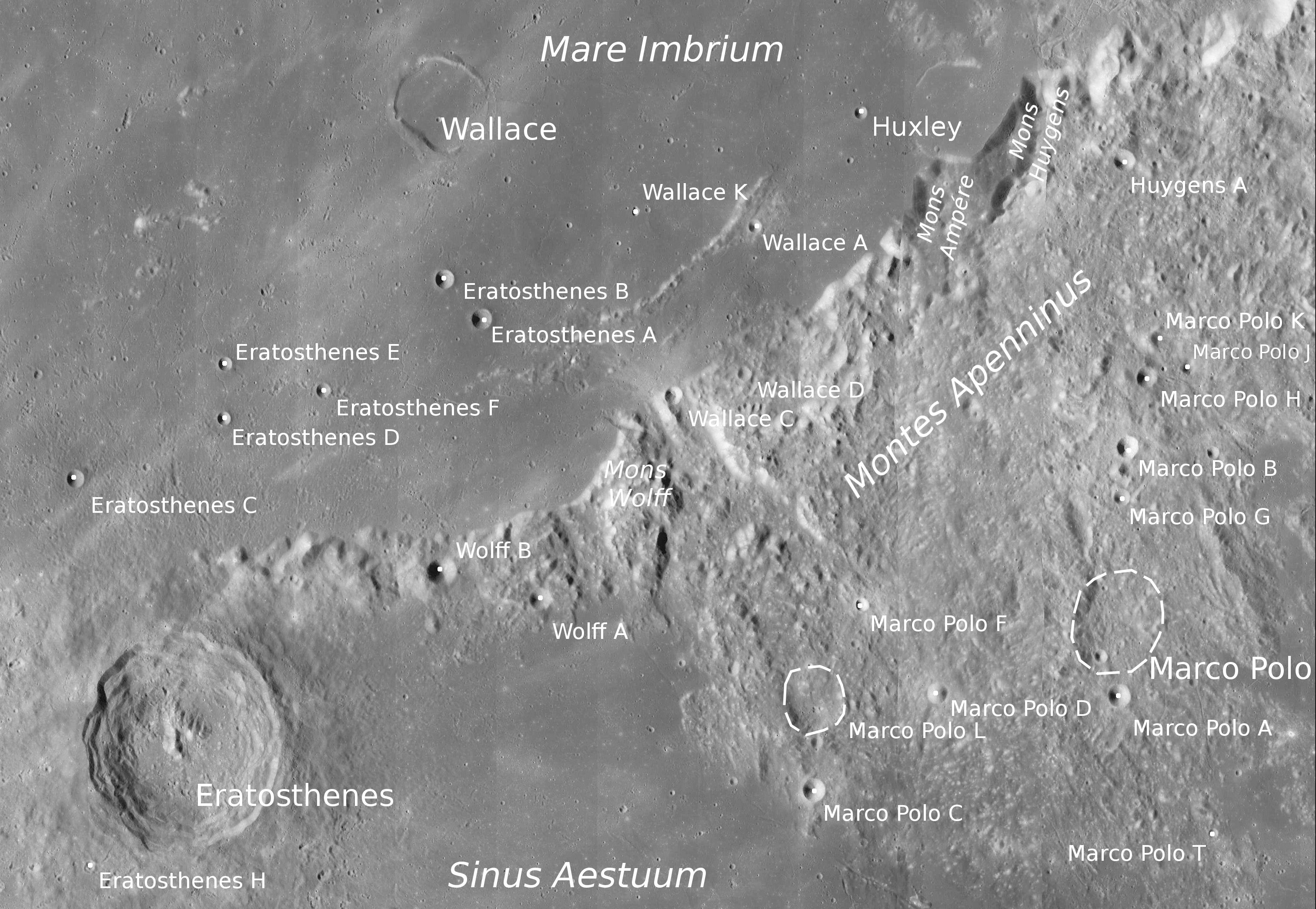
Карта південно-західної частини

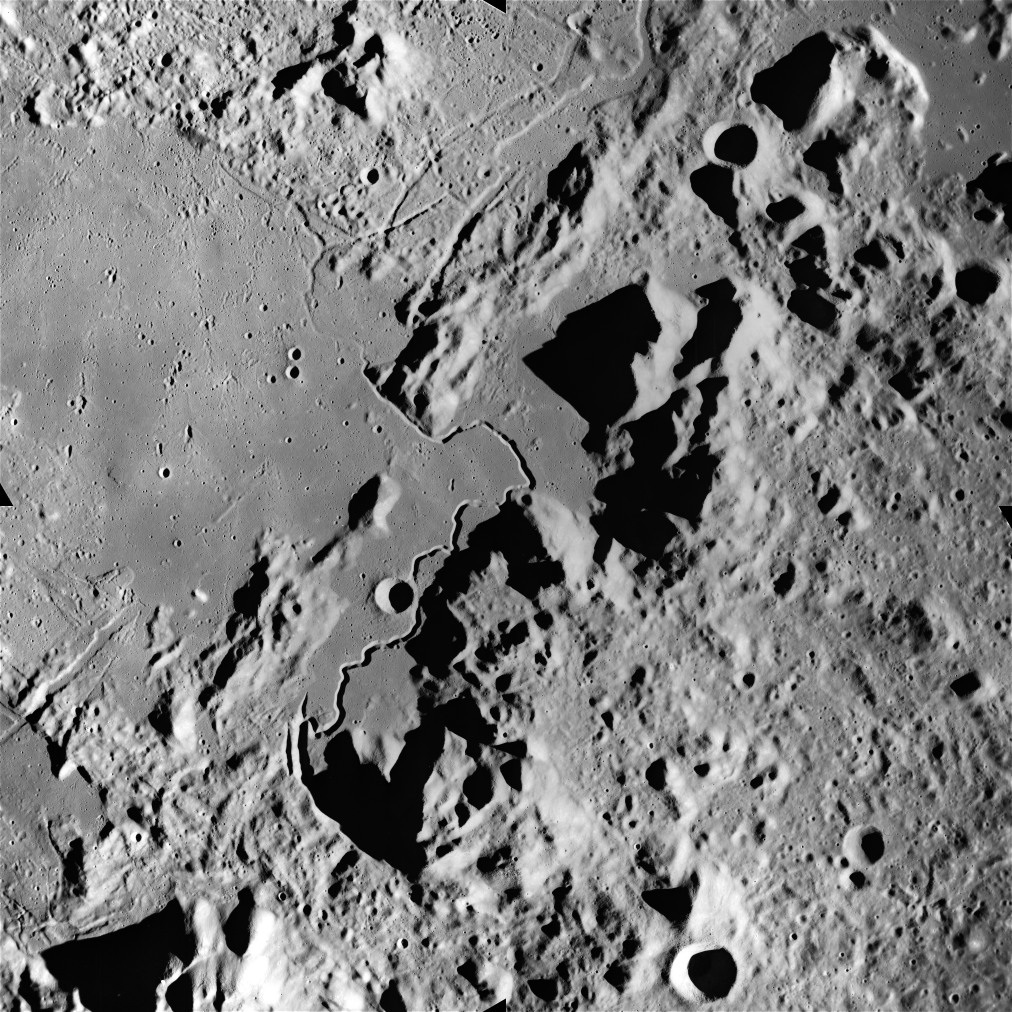
Північна частина Апеннін та борозна Хедлі. Знімок «Аполлона-15»

Гори Хедлі та Хедлі-Дельта. Панорама зі знімків «Аполлона-15»

Апенніни (лат. Montes Apenninus) — гірський хребет на видимому боці Місяця. Тягнеться вздовж південно-східної межі Моря Дощів і є частиною валу басейну цього моря. З боку моря має крутий схил, а з протилежного боку плавно переходить у низовини. Довжина — близько 750 км; висота найвищої вершини (гори Бредлі) — 5,4 км відносно сусідніх ділянок Моря Дощів та 3,42 км відносно місячного рівня відліку висот. Найбільш виразна та видовищна, хоча й не найбільша за абсолютною висотою гірська система Місяця.
1971 року північно-східний край Апеннін (район борозни Хедлі й гори Хедлі Дельта) був досліджений астронавтами «Аполлона-15».

## Назва
Ім'я земних Апеннін цим горам дав Ян Гевелій 1647 року. У нього ця назва мала вигляд Apenninus Mons. 1935 року вона була затверджена Міжнародним астрономічним союзом в англійському варіанті Apennines, а на початку 1960-х отримала нинішній латинізований вигляд Montes Apenninus.
Інші місячні картографи давнини називали ці гори інакше. П'єр Гассенді, що 1635–1637 року видав разом із колегами одну з найкращих на той час місячних карт, дав їм назву «Рифей» (лат. Riphaeus), що згодом перейшла на інший об'єкт. 1645 року Міхаель ван Лангрен назвав їх Австрійськими горами (Montes Austriaci). 1651 року Джованні Річчолі назвав Апенніни та їх світлі околиці Землею Снігів (Terra Nivium).
Деякі гори Апеннін мають власні імена (із заходу на схід): гора Вольфа, гора Ампера, гора Гюйгенса, гора Бредлі, гора Хедлі-Дельта та гора Хедлі.

## Розташування
Апенніни стоять між іншими хребтами, що складають вал басейну Моря Дощів: Карпатами на південному заході та Кавказом на північному сході. Координати їх центру — 19°52′ пн. ш. 0°02′ сх. д. / 19.87° пн. ш. 0.03° сх. д.. Їх північна частина межує східним краєм із Гемськими горами, а центральна північно-західним краєм — із горами Архімеда. Південно-західний кінець Апеннін відділяє Море Дощів від Затоки Спеки, а північно-східний (мис Френеля) — від Моря Ясності. З північно-західного боку Апеннін лежать Море Дощів та Болото Гниття, а з південно-східного — Море Парів із Затокою Вірності, Озеро Щастя та Озеро Ненависті. На південному заході Апенніни межують із 59-кілометровим кратером Ератосфен, а на східному схилі центральної частини хребта лежить 21-кілометровий кратер Конон. Біля північної частини Апеннін, у районі гори Хедлі-Дельта, в Болоті Гниття тягнеться довга звивиста борозна Хедлі.

## Опис
Апенніни — найбільш видовищна гірська система Місяця, бо вони здіймаються над найближчими околицями на велику висоту. Однак абсолютна висота в них не рекордна: на видимому боці Місяця їх перевищують безіменні узвишшя поблизу Моря Нектару та в південній полярній області, а на зворотному боці значну частину площі займають ще вищі ділянки.
Апенніни разом із Карпатами, Кавказом, Альпами та деякими окремими горами складають головний вал басейну Моря Дощів. Таким чином, вони з'явилися разом із цим басейном — на початку ранньоімбрійської епохи, 3,7–3,9 млрд років тому. До появи згаданого басейну на їх місці був «материковий» регіон, поряд із яким вже існував басейн Моря Ясності та гіпотетичні басейни Моря Островів та Затоки Спеки. Ці просторі западини вплинули на утворення Апеннін, зокрема на розташування їх кінців.